# Miodrag Škrbić
Miodrag Škrbić (srbskou cyrilicí Миодраг Шкрбић; 20. ledna 1956 Hotkovci) je podnikatel a bývalý fotbalista.

## Vzdělávání
Vystudoval Gymnázium Ognjena Prici v Sarajevu, jeho třída byla vyhlášená nejlepší v bývalé Jugoslávii, a Škrbić nejlepším studentem.
Absolvoval magisterské studium na Elektrotechnické fakultě v Sarajevu na katedře telekomunikací Potom úspěšně absolvoval postgraduální studium na katedře informatiky.

## Sportovní kariéra
Ve svém raném mládí se, v sezóně 1973/74 byl hráčem Željezničaru Sarajevo. V roce 1973 se probojoval do juniorského reprezentačního mužstva Jugoslávie, které vedl trenér Ante Mladinić. Jeho reprezentačními spoluhráči byli např. Velimir Zajec, Đorđe Vujkov, Slobodan Pavković, Zlatko Kranjčar, Marijan Vlak a Džemal Mustedanagić. Během studia opustil svou sportovní kariéru, ale k fotbalu se později vrátil jako postgraduální inženýr a v letech 1978–1982 hrál za Famos Hrasnica.
Od roku 1987 do roku 1989 byl fotbalovým rozhodčím v první federální lize Jugoslávie.

## Podnikatelská kariéra
Je jedním z prvních soukromých podnikatelů z bývalé Jugoslávie. V roce 1989 založil první partnerskou společnost Grad v Sarajevu. Na počátku 90. let po vypuknutí války v Jugoslávii odešel Škrbić do Německa a se svými partnery převzal společnost Ned Electronics.
V roce 1993 založil v České republice spolu s Nihadem Huremem a Mirko Jeličićem společnost specializující se na informační technologie v oblasti telekomunikací STROM telecom (za účasti továrny Tesla Votice). Po úspěšném zahájení podnikání koupila společnost STROM telecom vlastnický podíl v Tesle Votice, a poté celou továrnu, čímž se vytvořila nejvýznamnější telekomunikační firma v Praze .
Na přelomu tisíciletí rozšířila společnost své působení v Rusku, zemích bývalého Sovětského svazu, Německu a střední Evropy a poté v Kongu[nepřesný odkaz] a Ugandě. Na ženevském veletrhu v roce 2003 vstoupila společnost STROM telecom poprvé na americký trh a podepsala smlouvu na dodávku vlastních digitálních komunikačních systémů.
Poté, co se vzdal vlastnictví STROM telecom, založil několik společností v několika evropských zemích, z nichž mezi léty 2007–2011 prostřednictvím konsolidace vznikl obchodní systém pod názvem NITES Group, který úspěšně působí ve střední a jihovýchodní Evropě.
Ve spolupráci s občanským a kulturním sdružením Luka Praha podpořil překlad a vydání české verze románu "Tesla, portrét mezi maskami" autora Vladimira Pištala, držitele ocenění NIN.